# Bricy
Bricy (früher: Bricy-la-Boulay) ist eine französische Gemeinde mit 542 Einwohnern (Stand: 1. Januar 2022) im Département Loiret in der Region Centre-Val de Loire. Sie gehört zum Arrondissement Orléans und zum Kanton Meung-sur-Loire.

## Geographie
Bricy liegt etwa 14 Kilometer nordwestlich von Orléans. Umgeben wird Bricy von den Nachbargemeinden Sougy im Norden, Huêtre im Osten und Nordosten, Gidy im Osten und Südosten, Boulay-les-Barres im Süden sowie Coinces im Westen und Nordwesten.
Im westlichen und südwestlichen Gemeindegebiet liegt der Militärflugplatz Orléans-Bricy (Base aérienne 123).

## Bevölkerungsentwicklung
| Jahr                       | 1962  | 1968 | 1975 | 1982 | 1990 | 1999 | 2008 | 2018 |
| Einwohner                  | 1.164 | 755  | 703  | 487  | 456  | 552  | 649  | 552  |
| Quellen: Cassini und INSEE |       |      |      |      |      |      |      |      |

## Sehenswürdigkeiten
- Kirche Saint-Sulpice

## Persönlichkeiten
- Jacques Darnaud (1758–1830), Brigadegeneral